# Mihaylovski Cove
Die Mihaylovski Cove (englisch; bulgarisch залив Михайловски saliw Michailowski) ist eine 5 km breite und 1,3 km lange Bucht am Nordwestufer der South Bay im Süden der Livingston-Insel im Archipel der Südlichen Shetlandinseln. Sie liegt westlich des Ereby Point und östlich des Lukovo Point. In ihr Kopfende mündet der Kamtschija-Gletscher.
Bulgarische Wissenschaftler kartierten sie 2005, 2009 und 2017. Die bulgarische Kommission für Antarktische Geographische Namen benannte sie 2017 nach den Brüdern Petar Michailowski, ab 2007 in mehreren Kampagnen als Physiker tätig auf der St.-Kliment-Ohridski-Station, und Christo Michailowski, der ab 2015 als Ingenieur für das bulgarische Antarktisprogramm fungiert hatte.